# Ікеда (Наґано)

36°25′17″ пн. ш. 137°52′29″ сх. д. / 36.42139° пн. ш. 137.87472° сх. д.
Іке́да (яп. 池田町, いけだまち, МФА: [ikeda mat͡ɕi̥]) — містечко в Японії, в повіті Кіта-Адзумі префектури Наґано. Станом на 1 квітня 2009 площа містечка становила 40,18 км². Станом на 1 липня 2011 населення містечка становило 10 322 осіб.